# Rajam
Rajam là một thị trấn thống kê (census town) của quận Srikakulam thuộc bang Andhra Pradesh, Ấn Độ.

## Nhân khẩu
Theo điều tra dân số năm 2001 của Ấn Độ, Rajam có dân số 23.258 người. Phái nam chiếm 51% tổng số dân và phái nữ chiếm 49%. Rajam có tỷ lệ 66% biết đọc biết viết, cao hơn tỷ lệ trung bình toàn quốc là 59,5%: tỷ lệ cho phái nam là 75%, và tỷ lệ cho phái nữ là 58%. Tại Rajam, 11% dân số nhỏ hơn 6 tuổi.